# 兄弟仁義 (映画)
『兄弟仁義』（きょうだいじんぎ）は、1966年4月23日公開の日本映画。モノクロ・シネマスコープ（2.35:1）・87分。東映京都製作・東映配給。主演：松方弘樹・北島三郎。松方との連名ながら、北島三郎の初主演映画である。『兄弟仁義』シリーズ（全8作）の第1作。
1965年に北島が発売した同名歌曲を映画化。ヤクザ渡世における兄弟分の契りをテーマにした映画であり、楽曲と共に映画も大ヒットした。シリーズは鶴田浩二ら大物スターが特別出演をする任侠映画の傑作として名高い。
東映任侠路線は本作の成功により、鶴田浩二、高倉健の二枚看板に、北島三郎、村田英雄という人気歌手の主演スターを得て、さらに盤石なスター・ローテーションを築いていった。

## 製作

### 企画
『日本侠客伝』（1964年。日本侠客伝シリーズ第1作）を機に、京都撮影所所長・岡田茂とプロデューサー・俊藤浩滋は、「主人公とそれを支える流れ者」という形に眼をつけた。これなら男同士の情念も描けるし、鶴田浩二主演の『博徒シリーズ』（1964年 - 1971年）にはない形なので「独自のカラーが出せる、毎回これでいこうや」となって、毎回ゲストを出しては途中で殺す、という東映任侠映画のひとつのパターンが出来上がった。このパターンを発展したのが、1965年（昭和40年）からの『昭和残侠伝シリーズ』で、さらに流れ者の殴り込みを一本立ちさせたのがこの『兄弟仁義』シリーズである。
北島三郎は、「歌手としてデビューしたばかりの自分を、映画の世界に導いてくれたのが、岡田さんと俊藤さんでした。まさに芸の道を開いてくれた恩人です」と話した。
当時の北島の俳優としてのキャリアがまだ浅かったため、低予算となったことから、本作はシリーズ唯一の白黒作品である。
当時芸能人の暴力団との縁切り声明が出たため、暴力映画のメッカ東映でもこれに応じるように暴力否定の企画が多数挙がっていた。今井正監督の仮題『母さんと呼べた』は、原爆で両親を失った男が、妹と弟を養うため、暴力団に入り、のっぴきならぬ境遇に陥り、これを見かねてかつての乳母が愛に手を差しのべるという内容。東映はこれまで口にしたことのない『二十四の瞳』東映版と吹聴していた。また山本薩夫監督でも、東映暴力団映画の元締め・鶴田浩二が学校の先生に扮し、生徒たちの悪に立ち向かう、1955年の著名なアメリカ映画『暴力教室』のパクリで、1976年に同じ東映で、松田優作主演で映画化されている。マスメディアから「変われば変わるものだ」「春の映画界の珍事」などと揶揄されたが、また本シリーズも大ヒットしたことで、先の二本他、暴力否定映画は全て吹き飛ばされ、似たパターンのヤクザ映画で押し切ることになった。

### 宣伝・興行
広く出回った宣伝ポスターには、当初出演予定だった里見浩太郎、大木実、遠藤辰雄、関山耕司、小川知子、ルーキー新一、小島慶四郎、小松方正らの姿がみられるが、最終的には下記のキャストとなった。

## キャスト
クレジットタイトルの順は松方弘樹・北島三郎の連名（松方が上手）から始まり、鶴田浩二はトメで「友情出演」の注が添えられている。2作目以後は北島が主演クレジットとなる。
- 藤上栄次郎：鶴田浩二
「流れ星の栄次」の通称を持つ浅草生まれの旅人。上州鳴子組客人。
- 貴島勝次：北島三郎
イカサマをする半端なヤクザだったが改心し、上州鳴子組が経営する旅館の従業員となる。函館生まれ。
- 岩木五郎：人見きよし
貴島とコンビを組むイカサマ師。

上州鳴子組
- 鳴子治三郎：村田英雄
鳴子組組長。
- 鳴子くに：宮園純子
組長の娘。清滝の婚約者。
- 清滝勇吉：松方弘樹
鳴子組代貸。貴島の兄貴分になる。

鬼頭組
- 鬼頭鉄五郎：安部徹
鬼頭組組長。
- 神田儀市：曽根晴美
鬼頭組若衆。
- 武井唐助：佐藤京一
鬼頭組若衆。
- 赤蟹の寅七：阿波地大輔
鬼頭組若衆。

その他
- 黒江元三：待田京介
鬼頭組客人。
- 大岩喜之助：香川良介
草間温泉の地主。湯元の地所を鬼頭に売る。
- 小関次郎：新川二朗
祭の歌手。
- おゆき：二宮ゆき子
小料理屋の店員。

## 同時上映
『網走番外地 荒野の対決』
- 主演：高倉健 / 脚本・監督：石井輝男

※『網走番外地』シリーズ第5作

## ネット配信
- 東映シアターオンライン（YouTube）：2023年11月3日21:00（JST） - 同年同月17日20:59（JST）

## 兄弟仁義シリーズ
- 兄弟仁義（1966年）
- 続兄弟仁義（1966年）
- 兄弟仁義 関東三兄弟（1966年）
- 兄弟仁義 続関東三兄弟（1967年）
- 兄弟仁義 関東命知らず（1967年）
- 兄弟仁義 関東兄貴分（1967年）
- 兄弟仁義 逆縁の盃（1968年）
- 新兄弟仁義（1970年）
- 関東兄弟仁義　仁侠 (1971年)